# Franz bei der Wieden
Franz bei der Wieden (* 15. Oktober 1896 in Rostock; † 18. März 1973 in Einbeck) war ein deutscher Dramaturg und Bühnenschriftsteller.

## Werke
- Nie wieder wehrlos!, Dt. Rhapsodien 1939
- Die Frauen des Aretino, Eine musikal. Komödie in 1 Aufz. 1940
- Die zertanzten Schuhe, Eine heitere Märchen-Tanz-Pantomime in 4 Bildern 1941
- Maestro Bernardo: Ein musikal. Biedermeierlustsp. in 1 Aufz., 1941
- Besuch aus dem Paradies, Franz Bei der Wieden 1956, Theaterstück
- Von A bis Z durch Bad Salzschlirf 1958
- Rostock einst, Autobiographie 1969

| Personendaten    | Personendaten                                |
| ---------------- | -------------------------------------------- |
| NAME             | Wieden, Franz bei der                        |
| KURZBESCHREIBUNG | deutscher Dramaturg und Bühnenschriftsteller |
| GEBURTSDATUM     | 15. Oktober 1896                             |
| GEBURTSORT       | Rostock                                      |
| STERBEDATUM      | 18. März 1973                                |
| STERBEORT        | Einbeck                                      |